# 포인터 (개)

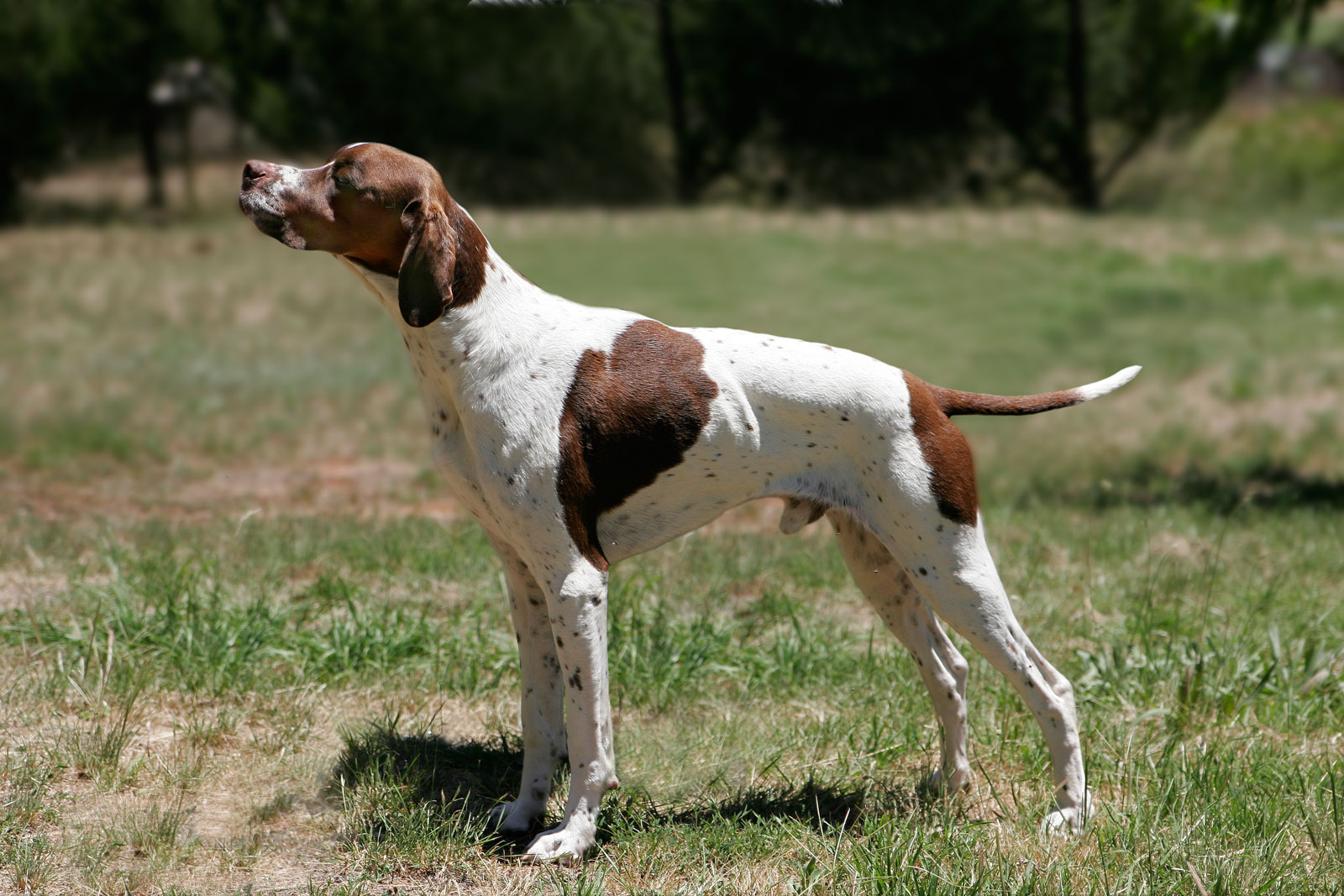
잉글리시 포인터

포인팅 도그(pointing dog) 또는 버드 도그(bird dog)는 일반적으로 사냥감을 찾는 데 사용되는 조렵견의 일종이다. 조립견은 전통적으로 리트리버, 플러싱도그, 포인팅 도그의 세 가지 급으로 나뉜다. 포인터라는 이름은 총구를 멈추고 사냥감을 겨냥하여 가리키는 개의 본능에서 유래한다. 이는 사냥꾼에게 사냥감의 위치를 보여주고 사격 범위 안으로 이동할 수 있게 해준다. 포인터는 포인팅 본능과 뒤쫓기 본능이 풍부한 개들 중에서 선택적으로 사육되었다. 이것들은 일반적으로 생후 2개월쯤부터 사냥 본능을 얻기 시작한다.

## 품종
포인터(및 세터)에는 다음 종이 포함된다.
- 잉글리시 세터
- 아이리시 세터
- 포인터 (개 품종)

다음 품종도 다재다능한 사냥개로 간주된다.
- 브리트니 (개)
- 저먼 와이어헤어드 포인터
- 래브라도 리트리버
- 스태비혼
- 비즐라
- 와이마라너

## 참고 문헌
- Fergus, Charles. Gun Dog Breeds: A Guide to Spaniels, Retrievers, and Pointing Dogs, The Lyons Press, 2002. ISBN 1-58574-618-5.